# Charlene Aspen
Charlene Aspen (Nueva York; 25 de abril de 1973) es una actriz pornográfica estadounidense. Es hija de padres originarios de Puerto Rico. Ha aparecido en más de 150 películas, siendo la primera Up n' Cummers 67 en 1999. Supo resistir las presiones de la industria porno para el aumento de sus senos.
Aspen creció en West Babylon, Long Island. Trabajó como encargada del Frederick's of Hollywood en la alameda Massapequa durante tres años, hasta que un agente de Penthouse le ofreció trabajo para que modelara desnuda en su revista. Apareció en la revista Hustler y en el programa Sex Court de Playboy TV.